# Пирцхалава, Ираклий Леонидович
Ира́клий Леони́дович Пирцхала́ва (груз. ირაკლი ფირცხალავა; более известный как Иракли; род. 13 сентября 1977, Москва) — российский певец и радиоведущий грузинского происхождения, бывший участник «Фабрики Звёзд» и поп-группы «Тет-а-тет». Наиболее известные композиции — «Вова-чума», «Лондон-Париж», «Время», «Капли абсента», «Я с тобой», «Луна» и др.
30 июля 2024 года приказом министра иностранных дел Латвии Байбы Браже, Ираклий Пирцхалава был внесён в список нежелательных лиц (персон нон грата) Латвии.

## Биография

### Ранние годы и образование
Родился 13 сентября 1977 года в Москве.
Мать — Нана Рожденовна, инженер. Отец — Кснелашвили Николоз, известный в Тбилиси гинеколог. Родители развелись, когда Ираклий был ещё ребёнком.
В детстве поменял 5 школ. Учился в спортивной школе-интернате с французским уклоном. Несмотря на желание быть футболистом, Ираклию пришлось отказаться от этой профессии и по настоянию матери поступить в музыкальную школу по классу скрипки. Однако в 13 лет мечта Пирцхалава взяла верх, и 2 года жизни он посвятил игре в футбольной команде «Локомотив».
В 2010 году окончил Государственный университет управления по специальности «Менеджмент в музыкальной индустрии».

### Карьера
Во второй половине 90-х был участником поп-группы «Тет-а-Тет». С 1994 по 1997 с Ильёй Гавришовым («Купорос») участник хип-хоп дуэта «К&K» под псевдонимом «Клык».
Затем вёл авторскую программу «Клубные перцы» на радиостанции Хит-FM, был арт-директором клуба «Галерея».
В 2003 году участвовал в музыкальном телевизионном проекте «Фабрика звёзд». После выпуска из «Фабрики звёзд» появляется хит «Вова-чума». За ним последовали не менее успешные «Лондон-Париж» и «Время» (10-е и 3-е места в чарте Европы Плюс соответственно). В клипе на песню «Время» снялась российская актриса Мария Горбань.
В конце 2004 года выпустил свой дебютный альбом под названием «Лондон-Париж».
В середине 2005 года выходит его новый хит «Капли абсента». К началу 2009 года у артиста накопилось уже так много музыкального материала, что его половина осталась за пределами трек-листа второго альбома «Сделай шаг».
В 2004 году получил премию «Золотой граммофон» за 1-ю песню «Лондон-Париж», а в 2005 году — за 2-ю песню «Капли абсента».
В 2009 году участвовал в шоу «Танцы со звёздами» в паре с Инной Свечниковой.
18 июля 2012 года открыл в Москве ресторан VinoGrad. Ресторан позже закрылся.
В 2013 году участвовал в реалити шоу «Остров» на телеканале НТВ, занял 3-е место.
Принял участие во 2 сезоне шоу перевоплощений «Один в один!» на телеканале Россия-1, в котором примерял на себя образы Стаса Михайлова, Ильи Лагутенко, Шакиры, Сосо Павлиашвили, Льва Лещенко, Рэя Чарльза, Леонида Агутина, Алёны Апиной, Николая Расторгуева, Джона Бон Джови, Басты, Джеймса Брауна, Джастина Тимберлейка и Игоря Саруханова.
В сентябре 2023 года стал участником второго сезона шоу «Новые Звёзды в Африке» на ТНТ.
В декабре 2023 года принял участие в семейном сезоне проекта «Последний герой» на ТВ3 вместе со своим отцом Николозом Кснелашвили.
30 августа 2024 года приказом министра иностранных дел Латвии Байбы Браже, Ираклий Пирцхалава был внесён в список нежелательных лиц (персон нон грата) Латвии.

### Личная жизнь
Имеет российское и грузинское гражданства.
Супруга — Софья Гребенщикова. 12 августа 2010 года у Ираклия родился сын, которого супруги назвали Ильёй, а 11 октября 2012 года — второй сын Александр. Пара развелась в 2014 году, но до сих пор поддерживает дружеские отношения.

## Работы

### Дискография
Альбомы
- 2004: Лондон-Париж
- 2009: Сделай Шаг
- 2016: Ангелы и Демоны

Синглы
| Год  | Название                                                    | Чарты                      | Чарты                              | Чарты                                       | Чарты                             | Чарты                      | Чарты                | Чарты                      |
| Год  | Название                                                    | СНГ (Tophit Общий Топ-100) | Россия (Tophit Московский Топ-100) | Россия (Tophit Санкт-Петербургский Топ-100) | Украина (Tophit Киевский Топ-100) | Audience Choice TopHit 100 | Латвийский радиочарт | СНГ (Tophit Годовой общий) |
| ---- | ----------------------------------------------------------- | -------------------------- | ---------------------------------- | ------------------------------------------- | --------------------------------- | -------------------------- | -------------------- | -------------------------- |
| 2004 | «Закрой глаза рукой»                                        | 13                         | -                                  | -                                           | -                                 | -                          | -                    | -                          |
| 2004 | «Лондон-Париж»                                              | 10                         | -                                  | -                                           | -                                 | -                          | -                    | 38                         |
| 2004 | «Время»                                                     | 1                          | 46                                 | -                                           | -                                 | -                          | -                    | 2                          |
| 2005 | «Капли абсента»                                             | 1                          | 1                                  | -                                           | -                                 | 65                         | -                    | 3                          |
| 2006 | «Я с тобой»                                                 | 1                          | 2                                  | -                                           | -                                 | 3                          | -                    | 9                          |
| 2006 | «Ну и что»                                                  | 38                         | -                                  | -                                           | -                                 | 7                          | -                    | 133                        |
| 2007 | «Еду в лето»                                                | 36                         | -                                  | -                                           | -                                 | 27                         | -                    | -                          |
| 2007 | «Сны»                                                       | 5                          | 15                                 | -                                           | -                                 | 12                         | -                    | 77                         |
| 2008 | «Так не бывает»                                             | 5                          | 24                                 | 9                                           | 8                                 | 1                          | -                    | 32                         |
| 2008 | «Ты не со мной» (DJ Грув feat. Иракли & Батишта & DMC B)    | 21                         | 66                                 | 27                                          | 33                                | 12                         | -                    | 200                        |
| 2008 | «Сделай шаг» (feat. Dino MC47)                              | 5                          | 10                                 | 9                                           | -                                 | 4                          | -                    | 21                         |
| 2009 | «Непрощённые»                                               | 124                        | -                                  | -                                           | -                                 | 37                         | -                    | -                          |
| 2010 | «Твои глаза»                                                | 103                        | -                                  | -                                           | -                                 | 34                         | -                    | -                          |
| 2010 | «Вокруг земли»                                              | 5                          | 18                                 | 23                                          | 17                                | 6                          | 8                    | 150                        |
| 2011 | «Напополам»                                                 | 93                         | -                                  | -                                           | -                                 | 17                         | 42                   | -                          |
| 2011 | «Белый пляж» (feat. Бьянка)                                 | 24                         | 24                                 | 23                                          | -                                 | 7                          | -                    | 184                        |
| 2011 | «Ты одна»                                                   | 16                         | 17                                 | 18                                          | 19                                | 17                         | -                    | 155                        |
| 2012 | «Не любовь» (feat. Даша Суворова)                           | 15                         | 27                                 | 68                                          | 11                                | 16                         | -                    | 77                         |
| 2012 | «Я тебя люблю» (Give It All To U)                           | 31                         | 67                                 | 38                                          | 21                                | 5                          | 5                    | 129                        |
| 2012 | «Осень»                                                     | 12                         | 27                                 | 29                                          | 8                                 | 3                          | -                    | 140                        |
| 2012 | «Все будет ok»                                              | 40                         | 42                                 | 49                                          | 37                                | 9                          | -                    | -                          |
| 2014 | «Не любишь»                                                 |                            |                                    |                                             |                                   |                            |                      |                            |
| 2014 | «Я — это ты» (feat. ST1M)                                   | 119                        | 154                                | -                                           | -                                 | 24                         |                      | -                          |
| 2015 | «Не верь слезам»                                            |                            |                                    |                                             |                                   |                            |                      |                            |
| 2015 | «Не верь слезам» (feat. Nejtrino & Baur)                    |                            |                                    |                                             |                                   |                            |                      |                            |
| 2016 | «На бульварном»                                             | 61                         | 45                                 | -                                           | -                                 | 33                         | -                    | -                          |
| 2016 | «Дышишь в такт»                                             |                            |                                    |                                             |                                   |                            |                      |                            |
| 2016 | «Мужчина не танцует» (feat. Леонид Руденко)                 |                            |                                    |                                             |                                   |                            |                      |                            |
| 2017 | «Два океана»                                                |                            |                                    |                                             |                                   |                            |                      |                            |
| 2018 | «Не плачь как девчонка»                                     |                            |                                    |                                             |                                   |                            |                      |                            |
| 2019 | «Без неё»                                                   |                            |                                    |                                             |                                   |                            |                      |                            |
| 2019 | «Луна» (feat. Lika Star)                                    | 15                         | 2                                  |                                             |                                   | 4                          | 2                    | 3                          |
| 2020 | «Behind the wheel» (feat. Zeskulls) (Cover on Depeche Mode) |                            |                                    |                                             |                                   |                            |                      |                            |
| 2021 | «Просто дождь» (feat. Маша Вебер)                           |                            |                                    |                                             |                                   |                            |                      |                            |

### Видеография
- Лондон-Париж (2004)

1. Вова-чума (2003)
2. Шейк (feat. Алексей Семёнов) (2003)
3. Лондон-Париж (2004)
4. Время (2004)

- Сделай шаг (2009)

1. Капли абсента (2005)
2. Я с тобой (2006)
3. Сны (2007)
4. Так не бывает (2008)
5. Ты не со мной (feat. DJ Грув & Батишта, Гарик DMCB) (2008)
6. Сделай шаг (feat. Dino MC47) (2009)

- Ангелы и Демоны (2016)

1. Вокруг Земли (feat. Лера Кондра) (2010)
2. Напополам (2011)
3. Белый пляж (feat. Бьянка) (2011)
4. Ты одна (2011)
5. Нелюбовь (feat. Даша Суворова) (2012)
6. Я тебя люблю (2012)
7. Осень (2012)
8. Всё будет ОК! (2013)
9. Dirty Girl (feat. David Vendetta & Demirra) (2013)
10. Мне это нравится (feat. Nel) (2014)
11. Я — это ты (feat. St1m) (2014)
12. Не забывайте нас (feat. Иосиф Кобзон) (2015)
13. Не верь слезам (2015)
14. На бульварном (2016), реж. Екатерина Санникова
15. Мужчина не танцует (feat. Леонид Руденко) (2016)

- Без альбома

1. Online (2017)
2. Снег (2017)
3. Не плачь как девчонка (2018)
4. Два океана (2018)
5. Луна (feat. Lika Star) (2019)
6. Целься и стреляй (2022)
7. Моя ми (feat. Илья Зудин) (2023)
8. Танцевать как Валера (feat. Афродита) (2024)

## Награды
На счету у певца пять статуэток премии «Золотой граммофон»:
- 2004 — «Лондон-Париж»
- 2005 — «Капли абсента»
- 2012 — «Нелюбовь» (в дуэте с Дашей Суворовой)
- 2020 — «Луна» (в дуэте с Lika Star)
- 2021 — «Просто дождь» (в дуэте с Машей Вебер)